# NGC 1389
NGC 1389 este o galaxie lenticulară situată în constelația Eridanul. A fost descoperită în 19 ianuarie 1865 de către Johann Friedrich Julius Schmidt⁠(d). Se află la o distanță de 19,23 megaparseci de Pământ.